# Drepanogynis amethystina
Drepanogynis amethystina là một loài bướm đêm trong họ Geometridae.